# Кленовське
Клено́вське (рос. Кленовское) — село у складі Нижньосергинського району Свердловської області. Адміністративний центр Кленовського сільського оселення.
Населення — 1250 осіб (2010, 1305 у 2002).
Національний склад станом на 2002 рік: росіяни — 97 %.